# 2MASS J10440942+0429376
2MASS J10440942+0429376 ist ein Brauner Zwerg im Sternbild Sextant. Er wurde 2004 von Gillian R. Knapp et al. entdeckt. Er gehört der Spektralklasse L7 an.